# Glossamia gjellerupi
Glossamia gjellerupi är en fiskart som först beskrevs av Weber och De Beaufort 1929.  Glossamia gjellerupi ingår i släktet Glossamia och familjen Apogonidae. Inga underarter finns listade i Catalogue of Life.